# Диана Челебиева
Диана Георгиева Челебиева е българска театрална и филмова актриса, родена в София през 1952 г. Става известна с ролята си на младата аптекарка Маглена във филма „Селянинът с колелото“.

## Кариера
Челебиева завършва актьорско майсторство за драматичен театър във ВИТИЗ „Кръстьо Сарафов“ в класа на професор Гриша Островски през 1976 г. Играе в Държавните театри във Варна и Хасково, Театър „София“ и Малък градски театър „Зад канала“. През 2000 г. Челебиева озвучава г-жа Камил Спраут в българския дублаж на филма „Стюарт Литъл“.

## Театрални роли
ТВ театър
- „Тяхната последна любов“ (1991) (сц. Милко Милков, реж. Георги Аврамов)
- „Самодива“ (1986) (П.Ю.Тодоров)
- „Синьобелият скреж“ (1984) (Кольо Георгиев)
- „Червено и кафяво“ (1982) (Иван Радоев)

## Филмография
| Година | Филми                | Роля         |
| ------ | -------------------- | ------------ |
| 2001   | Наблюдателя          |              |
| 1982   | Царска пиеса         | репортерката |
| 1977   | Авантаж              | Керанка      |
| 1974   | Селянинът с колелото | Маглена      |